# Wilhelm Noll
Wilhelm Noll (Kirchhain, 15 marzo 1926 – Kirchhain, 18 gennaio 2017) è stato un pilota motociclistico tedesco vincitore di 2 titoli nel motomondiale nei sidecar.

## Carriera
Ha iniziato a gareggiare nell'immediato dopoguerra nelle competizioni nazionali avendo per quasi tutta la sua carriera come compagno il concittadino Fritz Cron; nei cinque anni in cui è stato presente nelle classifiche del motomondiale ha ottenuto 8 vittorie nei singoli gran premi e 15 piazzamenti sul podio, utilizzando sempre motociclette BMW.
Si è ritirato dalle competizioni al termine del motomondiale 1956 in concomitanza con l'ottenimento del suo secondo titolo iridato, dopo quello ottenuto nel motomondiale 1954.

## Risultati nel motomondiale
| 1952 | Classe  | Moto |   |    |    |   |   |    |   |   |  | Punti | Pos. |
| ---- | ------- | ---- | - | -- | -- | - | - | -- | - | - |  | ----- | ---- |
| 1952 | sidecar | BMW  | - | NE | NE | - | 6 | NE | - | - |  | 1     | 11º  |

| 1953 | Classe  | Moto |    |    |   |    |   |   |   |   |    | Punti | Pos. |
| ---- | ------- | ---- | -- | -- | - | -- | - | - | - | - | -- | ----- | ---- |
| 1953 | sidecar | BMW  | NE | NE | 6 | NE | - | - | 3 | - | NE | 5     | 6º   |

| 1954 | Classe  | Moto |    |   |   |   |    |   |   |   |    | Punti   | Pos. |
| ---- | ------- | ---- | -- | - | - | - | -- | - | - | - | -- | ------- | ---- |
| 1954 | sidecar | BMW  | NE | 3 | 3 | 2 | NE | 1 | 1 | 1 | NE | 30 (38) | 1º   |

| 1955 | Classe  | Moto |  |    |     |   |   |   |    |   |  | Punti | Pos. |
| ---- | ------- | ---- |  | -- | --- | - | - | - | -- | - |  | ----- | ---- |
| 1955 | sidecar | BMW  |  | NE | Rit | 2 | 1 | 2 | NE | 1 |  | 28    | 2º   |

| 1956 | Classe  | Moto |     |   |   |   |   |     |  |  |  | Punti | Pos. |
| ---- | ------- | ---- | --- | - | - | - | - | --- |  |  |  | ----- | ---- |
| 1956 | sidecar | BMW  | Rit | 2 | 1 | 1 | 1 | Rit |  |  |  | 30    | 1º   |

| Legenda | 1º posto        | 2º posto            | 3º posto            | A punti      | Senza punti        | Grassetto – Pole position Corsivo – Giro più veloce |
| Legenda | Gara non valida | Non qual./Non part. | Ritirato/Non class. | Squalificato | '-' Dato non disp. | Grassetto – Pole position Corsivo – Giro più veloce |